# Каракетов, Исса Заурбекович
Исса Заурбекович Каракетов (1900 — август 1942) — карачаевский поэт. Зачинатель карачаевской советской литературы.
Исса Каракетов родился в зажиточной узденской семье известного в Карачае религиозного и общественного деятеля Заурбек-хаджи Каракетова, в ауле Джегетей (ныне Карачаево-Черкесия) в 1900 году. До 1917 года имел духовное образование, после установления советской власти получил высшее образование и занимал ответственные государственные должности. Работал в первой карачаевской газете «Таулу джашау». Погиб в бою в ходе Великой Отечественной войны.
Сборник стихов Каракетова «Джанъы шигирле» (Новые стихи), вышедший в 1924 году, стал первым поэтическим сборником в карачаевской советской литературе. Перу Каракетова также принадлежит известное произведение "Кавказ" и сборник «Революцион джырла» (Революционные песни) и другие. Он впервые в 1922 году перевёл на карачаевский язык «Интернационал» и ряд других песен.